# فیات (ایندیانا)
فیات (به انگلیسی: Fiat) یک منطقهٔ مسکونی در ایالات متحده آمریکا است که در شهرستان جی، ایندیانا واقع شده‌است. فیات ۲۷۴٫۹۳ متر بالاتر از سطح دریا واقع شده‌است.